# TCDD-Baureihe E 43000
Die Baureihe E 43000 der türkischen Staatsbahnen (TCDD) ist eine von der japanischen Firma Toshiba entworfene Elektrolokomotive.

## Technische Daten
Insgesamt wurden ab 1987 45 Exemplare dieser Bauart bei Tülomsaş (Türkiye Lokomotif ve Motor Sanayii A.Ş.) gebaut und an die TCDD ausgeliefert. Das Gewicht der Lok beträgt 120 Tonnen bei einer Länge von 14,94 m, die Leistung der sechs Fahrmotoren beträgt insgesamt 3180 kW. Sie erreicht damit eine Anfahrzugkraft von 275 kN. Die Maschinen laufen auf drei zweiachsigen Drehgestellen. In der ursprünglichen Lackierung besitzen die Lokomotiven ein hellblaues Dach und einen mittelblauen Rahmen, der Lokkasten ist weiß mit Schrägstreifen in beiden Blautönen.
Wegen unterschiedlicher Oberleitungsbauarten und Lichtraumprofile bei früheren und jüngeren Streckenelektrifizierungen in der Türkei besitzen die Maschinen Stromabnehmer mit unterschiedlichen Palettenbreiten. Die eine ist 1950 mm breit und wird vor allem auf den Strecken im Westen der Türkei benötigt, die andere hat eine Breite von 1600 mm und wird auf den später elektrifizierten Strecken eingesetzt.

## Einsatz
Die Lokomotiven waren zunächst für den schweren Güterverkehr auf den Strecken Haydarpaşa–Eskişehir und Divriği–İskenderun vorgesehen und nur für eine Höchstgeschwindigkeit von 90 km/h ausgelegt.
Wegen eines Mangels an elektrischen Lokomotiven für Schnellzüge, insbesondere im Zusammenhang mit der Elektrifizierung der Strecke Eskişehir–Sincan (Ankara) im Jahr 1992, erhielten einige Lokomotiven Achsantriebe mit geänderter Übersetzung, die eine Höchstgeschwindigkeit von 120 km/h erlauben. Zur Unterscheidung wurden die zuvor weißen Führerstandstüren der für 120 km/h zugelassenen Maschinen rot lackiert.
Trotz der von den ŽFBH angemieteten Loks der Baureihe E 52500 herrscht in der Türkei immer noch ein Mangel an Elektrolokomotiven im Personenverkehr, sodass auch die nicht umgebauten Loks der Reihe E 43000 gelegentlich vor Personenzügen zum Einsatz kommen.
Seit 2005 werden die Personenzüge (Loks und Wagen) der TCDD in einem neuen weiß-rot-blauen Farbschema lackiert, bei der Baureihe E 43000 werden Dach und Rahmen blau lackiert, der eigentliche Lokkasten ist weiterhin weiß, jedoch mit roten Zierlinien oben und unten. Eingesetzt werden die Lokomotiven auf allen elektrifizierten Strecken des türkischen Eisenbahnnetzes.